# Барамыково (Курская область)
Барамы́ково — село в Рыльском районе Курской области. Входит в Бобровский сельсовет.

## География
Село находится на реке Рыло (приток Сейма), в 112 км западнее Курска, в 6,5 км западнее районного центра — города Рыльск, в 1,5 км от центра сельсовета — Кулига.
Климат
Барамыково, как и весь район, расположен в поясе умеренно континентального климата с тёплым летом и относительно тёплой зимой (Dfb в классификации Кёппена).
| Показатель                                                                   | Янв. | Фев. | Март | Апр. | Май  | Июнь | Июль | Авг. | Сен. | Окт. | Нояб. | Дек. | Год  |
| ---------------------------------------------------------------------------- | ---- | ---- | ---- | ---- | ---- | ---- | ---- | ---- | ---- | ---- | ----- | ---- | ---- |
| Средний суточный максимум, °C                                                | −3,6 | −2,6 | 3,4  | 13,3 | 19,5 | 22,7 | 25,1 | 24,5 | 18,2 | 10,8 | 3,7   | −0,8 | 11,2 |
| Средняя температура, °C                                                      | −5,7 | −5,2 | −0,3 | 8,4  | 14,8 | 18,4 | 20,8 | 19,9 | 14,1 | 7,4  | 1,5   | −2,8 | 7,6  |
| Средний суточный минимум, °C                                                 | −8,1 | −8,4 | −4,5 | 3    | 9,2  | 13,1 | 15,8 | 14,8 | 9,8  | 4,1  | −0,8  | −5   | 3,6  |
| Норма осадков, мм                                                            | 50   | 44   | 48   | 49   | 63   | 69   | 82   | 51   | 57   | 54   | 49    | 49   | 665  |
| Источник: Погода по месяцам c ru.climate-data.org(дата обращения: Июнь 2021) |      |      |      |      |      |      |      |      |      |      |       |      |      |

## Население
| 2002 | 2010 |
| ---- | ---- |
| 39   | ↘20  |

## Инфраструктура
Личное подсобное хозяйство.

## Транспорт
Барамыково находится в 4 км от автодороги регионального значения 38К-017 (Курск — Льгов — Рыльск — граница с Украиной), в 5 км от автодороги 38К-040 (Хомутовка — Рыльск — Глушково — Тёткино — граница с Украиной), в 2,5 км от автодороги межмуниципального значения 38Н-558 (Рыльск — Дурово — Ломакино — граница с Глушковским районом), в 1,5 км от автодороги 38Н-560 (38Н-558 — Кулига — Боброво), в 9 км от ближайшей ж/д станции Рыльск (линия 358 км — Рыльск).
В 173 км от аэропорта имени В. Г. Шухова (недалеко от Белгорода).